# Obsession (1949)
Obsession is een Britse misdaadfilm uit 1949 onder regie van Edward Dmytryk. In de Verenigde Staten werd de film destijds uitgebracht onder de titel The Hidden Room.

## Verhaal
Wanneer dr. Clive Riordan ontdekt dat zijn vrouw een affaire heeft, besluit hij haar vriend op te sluiten in een verborgen kamer. Het plan van dr. Riordan loopt goed, totdat de hond van zijn vrouw bij de ingang van de kamer blijft rondlopen.

## Rolverdeling
| Acteur         | Personage         |
| -------------- | ----------------- |
| Robert Newton  | Dr. Clive Riordan |
| Phil Brown     | Bill Kronin       |
| Sally Gray     | Storm Riordan     |
| Naunton Wayne  | Finsbury          |
| James Harcourt | Aitkin            |
| Stanley Baker  | een politieagent  |